# Miccolamia verrucosa
Miccolamia verrucosa là một loài bọ cánh cứng trong họ Cerambycidae.